# Чжэньань (Шэньси)
Чжэньань (кит. упр. 镇安, пиньинь Zhèn'ān) — уезд городского округа Шанло провинции Шэньси (КНР).

## История
При империи Западная Хань эти места входили в состав уезда Сичэн (西城县).
При империи Западная Цзинь в 267 году был создан уезд Фэнъян (丰阳县), но при империи Восточная Цзинь в 317 году он был расформирован. При империи Северная Вэй в 456 году был опять создан уезд Фэнъян.
Во времена правления императрицы У Цзэтянь в 696 году западная часть уезда Фэнъян была выделена в отдельный уезд Анье (安业县). При империи Тан в 758 году он был переименован в Ганьюань (乾元县), а при империи Поздняя Хань в 949 году — в Ганью (乾佑县). После чжурчжэньского завоевания уезд вошёл в состав империи Цзинь и был присоединён к уезду Сяньнин (咸宁县).
После монгольского завоевания в 1292 году уезд Ганью был создан вновь. При империи Мин в 1375 году он был опять присоединён к уезду Сяньнин. В 1452 году северная часть бывшего уезда Ганью была выделена в отдельный уезд Чжэньань.
Во время гражданской войны эти места перешли под контроль коммунистов в мае 1949 года. В 1950 году был создан Специальный район Шанло (商雒专区), и уезд вошёл в его состав. В 1958 году уезд Чжашуй был присоединён к уезду Чжэньань, но в 1961 году был воссоздан. В 1964 году в рамках национальной программы по упрощению иероглифов иероглиф 雒 из названия специального района был заменён на 洛. В 1969 году Специальный район Шанло был переименован в Округ Шанло (商洛地区).
В 2002 году постановлением Госсовета КНР были расформированы округ Шанло и городской уезд Шанчжоу, и образован городской округ Шанло.

## Административное деление
Район делится на 1 уличный комитет и 14 посёлков.